# Service des Musées de France
Pour les articles homonymes, voir DMF.
Le service des Musées de France, qui succède en 2009 à la direction des Musées de France (DMF) à la suite de sa fusion au sein de la direction générale des Patrimoines et de l'Architecture, est un service de l'administration centrale du ministère français de la Culture, chargé de l'application de la politique française en matière de musées.

## Mission
Le service des Musées de France fixe les règles en matière de gestion des musées, en particulier pour faciliter la conservation et l'étude des œuvres protégées par ceux-ci, ainsi que pour assurer la sécurité. Il coordonne l'activité scientifique et pédagogique des musées français. Il assure la gestion administrative, un contrôle technique et scientifique, ainsi qu'une fonction d'expertise sur l'ensemble des musées ayant l'appellation « musée de France » et le statut de musée national.
Des fonctionnaires du service assurent les activités de tutelle sur plusieurs établissements publics :
- Réunion des musées nationaux
- École du Louvre
- Musée du Louvre
- Musée d'Orsay
- Musée du quai Branly

## Organisation
Le service des Musées de France est installé 6 rue des Pyramides, dans le 1er arrondissement de Paris.
La direction des musées de France comprenait :
- l'inspection générale des musées ;
- le département des collections ;
- le département des publics, de l'action éducative et de la diffusion culturelle ;
- le département des professions et des personnels ;
- le département de l'architecture, de la muséographie et des équipements ;
- le département des affaires financières, juridiques et générales ;
- la mission de la communication ;
- la mission de la sécurité ;
- un chargé de mission pour l'Europe et l'international.

Le service des musées de France comprend :
- la sous-direction des collections :
  - bureau de l'inventaire des collections et de la circulation des biens culturels ;
  - bureau des acquisitions, de la restauration, de la conservation préventive et de la recherche ;
  - bureau de la diffusion numérique des collections ;
- la sous-direction de la politique des musées :
  - bureau de la politique d'investissement ;
  - bureau de l'innovation et du conseil technique ;
  - bureau du pilotage des musées nationaux ;
  - bureau des réseaux territoriaux ;
  - bureau des réseaux professionnels.

## Liste des directeurs des Musées de France

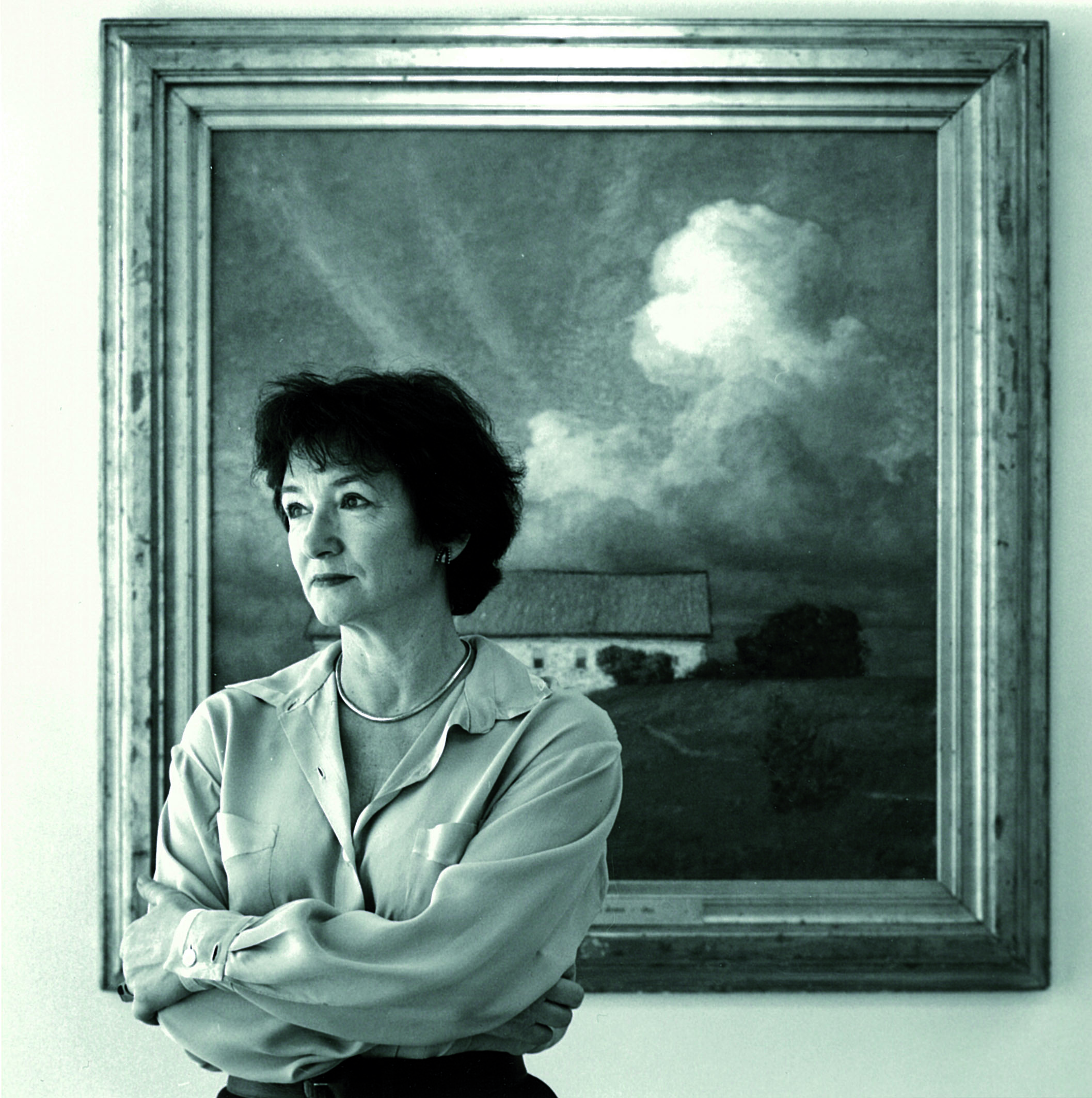
Françoise Cachin, directrice des Musées de France en 1996.

Les directeurs des Musées de France ont été successivement, :
- 1944 : Georges Salles (1889-1966)
- 1957 : Edmond Sidet (1912-2002)[3]
- 1960 : Henri Seyrig (1895-1973)[4]
- 1962 : Jean Chatelain (1916-1996)[5]
- 1975 : Emmanuel Jacquin de Margerie (1924-1991)[6]
- 1977 : Hubert Landais (1921-2006)[7]
- 1987 : Olivier Chevrillon (1929-2013)[8]
- 1990 : Jacques Sallois (1941-)[9]
- 1994 : Françoise Cachin (1936-2011)[10]
- 2001 : Francine Mariani-Ducray (1954-)[11]
- 2008-2018 : Marie-Christine Labourdette (1961-)[12]
- 2019 : Anne-Solène Rolland (1982-)[13]
- 2022-(en cours) : Christelle Creff (1970-)[14].